# Dan Laurin
Dan Laurin, född 19 januari 1960 i Jönköping, är en svensk blockflöjtist och professor. Laurin är en av världens ledande professionella blockflöjtister. Han har studerat i Odense och Köpenhamn.
Laurin ingår 2019 i lag Schiptjenko i tredje säsongen av Kulturfrågan Kontrapunkt. Övriga lagmedlemmar är lagledaren Marina Schiptjenko och Aris Fioretos.

## Priser och utmärkelser
- 1994 – Grammis som "Årets klassiska artist"
- 1997 – Ledamot nr 912 av Kungliga Musikaliska Akademien
- 2001 – Litteris et Artibus[4]
- 2008 – TCO:s kulturpris
- 2011 – Kungliga Musikaliska Akademiens Interpretpris på 100 000 kr. I motiveringen står bland annat: Med sin fantastiska teknik och artisteri har han gett det lilla instrumentet en stor röst både i Sverige och internationellt.[5]

## Diskografi
- BIS katalog